# 스몰셀

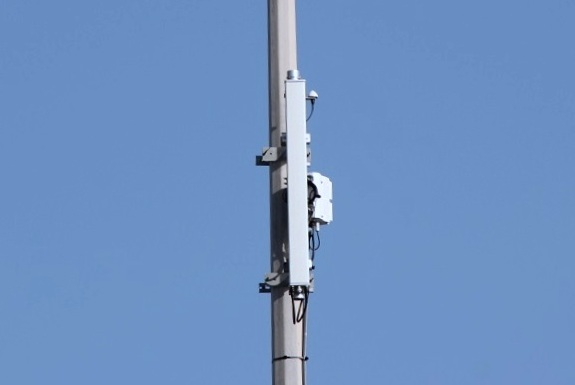
케이블프리 5G 스몰셀

스몰셀(Small cell)은 10미터에서 수 킬로미터 범위의 스펙트럼에서 작동하는 저전력 셀룰러 무선 접속 노드이다. 전력 소모가 적고 가격이 저렴한 기지국이다. 높은 공간 스펙트럼 효율성을 달성하기 위해 조밀하게 배치되어 높은 데이터 속도를 제공할 수 있다.
최근 FCC 명령에서는 스몰셀 장비를 보다 명확하게 정의하는 데 도움이 되는 크기 및 높이 지침을 제공했다. 모바일 매크로셀에 비해 작다. 부분적으로는 범위가 더 짧고, 부분적으로는 일반적으로 더 적은 수의 동시 통화 또는 세션을 처리하기 때문이다. 무선 통신업체가 5G의 데이터 용량 요구를 충족하기 위해 기존 무선 네트워크의 '고밀화'를 추구함에 따라 현재 스몰셀은 동일한 주파수를 재사용할 수 있는 솔루션이자 셀룰러 네트워크 용량, 품질을 높이는 중요한 방법으로 간주된다. 그리고 LTE 어드밴스트를 사용하여 점점 더 중점을 두고 있는 탄력성이다.

## 같이 보기
- 메시 네트워크
- 무선 애드혹 네트워크